# Церковь Сошествия Святого Духа (Рязань)

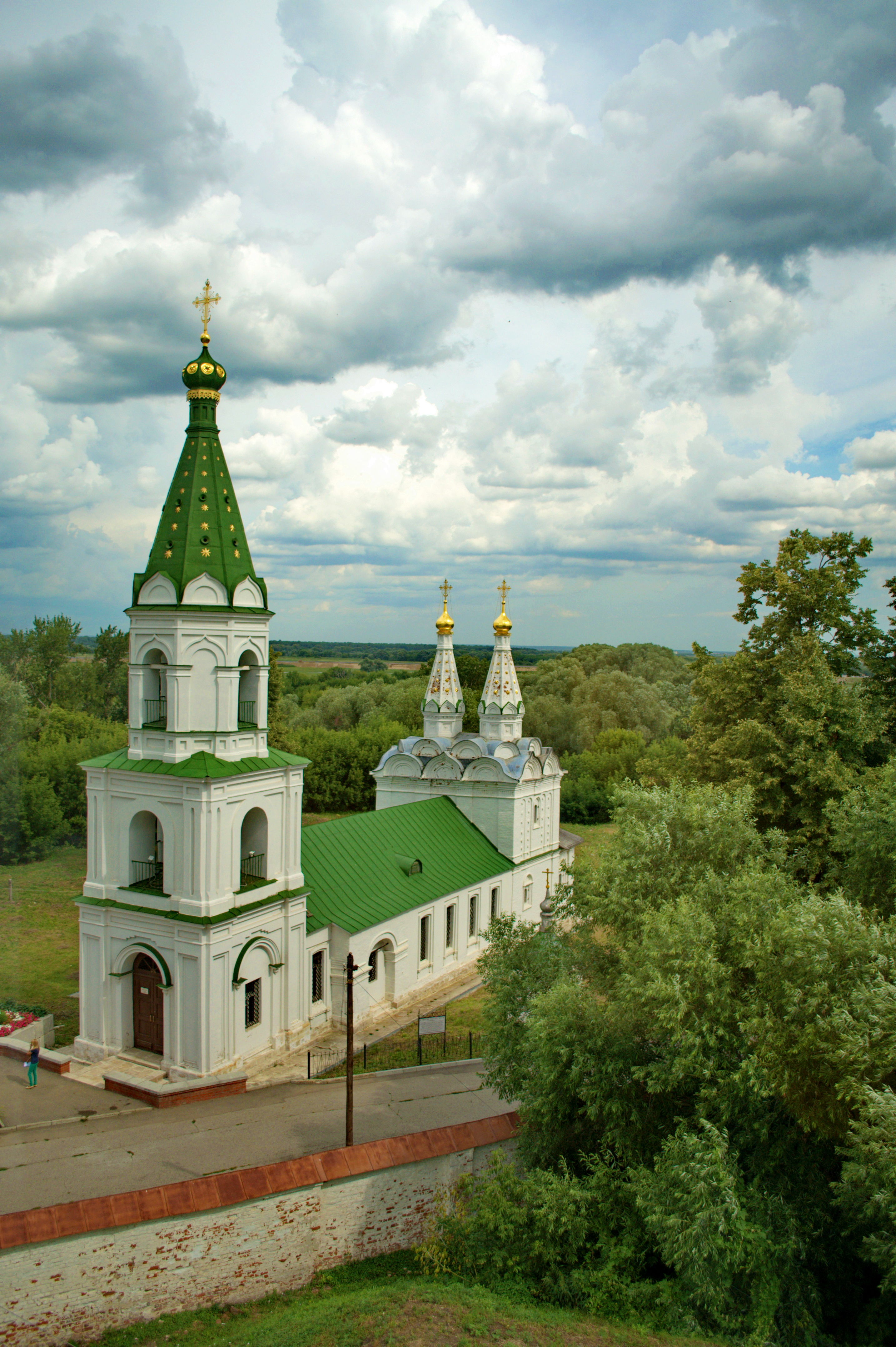
Церковь Святого Духа в 2013 году

Церковь Сошествия Святого Духа — недействующий православный храм в Рязани, расположенный в Кремле на Трубежной набережной. Построен в 1642 году, памятник архитектуры. Отличительной особенностью храма является наличие двух апсид. Четверик храма увенчан живописными кокошниками с двумя шатрами.

## История монастыря
Храм является единственной сохранившейся постройкой мужского Духова монастыря, располагавшегося у слияния рек Лыбеди и Трубежа. В 1505 году княгиня Агриппина «дала в дом Сошествия св. Духа игумену Макарию по вел. князем Рязанским села и деревни с Затишьем, да Дуркловым, да Спасским Клином, Утшинским и проч. с нивами и пожнями, и с землею бортною и с бобры». Отвод земель совершил боярин Федор Иванович Сунбул. В 1514 году монастырь был уничтожен пожаром, однако вскоре восстановлен. 
Каменная церковь в честь Святого Духа была построена в XVII веке по проекту архитектора Василия Зубова. Сохранилась часть закладного камня, размещённого над западным порталом, с надписью: «Лета 7150 (1642) совершена была сия церковь при архиепископе Моисее Рязанском, при игумене Севастиане. А мастер был Соли Галицкой зодчий Василий Харитонович Зубов».
В 1724 году монастырь как малобратный (то есть тот, в котором проживает небольшое количество насельников) был приписан к Троицкому монастырю и объединён с ним. На месте монастыря должна была быть открыта школа, однако указом 1727 года он был оставлен на прежнем положении. Собственные вотчины числились за монастырем до 1764 года. Обитель находилась сначала под игуменским, а затем — под архимандричьим управлением. 
В 1783 году монастырь был вторично уничтожен пожаром, который частично разрушил каменную монастырскую церковь. После этого монастырь был упразднен в 1787 году. Его братия была переведена в Троицкий монастырь в Скопине (к тому времени также упраздненный и открытый вновь с наименованием Свято-Духова с переводом монахов; закрыт повторно в 1918 году). 9 марта 2017 года Священный Синод РПЦ постановил возобновить его деятельность.
| Чин         | Имя            | Годы упоминания | Дополнительно                                                                                    |
| ----------- | -------------- | --------------- | ------------------------------------------------------------------------------------------------ |
| игумен      | Макарий        | 1505            |                                                                                                  |
| игумен      | Иосиф          | 1530            |                                                                                                  |
| игумен      | Иов            | 1626            |                                                                                                  |
| игумен      | Иоасаф         | 1628—1642       |                                                                                                  |
| игумен      | Севастьян      | 1642—1652       |                                                                                                  |
| игумен      | Герасим        | 1652—1663       |                                                                                                  |
| игумен      | Алексий        | 1666—1671       |                                                                                                  |
| игумен      | Антоний        | 1676—1680       |                                                                                                  |
| игумен      | Симеон         | 1683            | Хиротонисан 23 февраля                                                                           |
| игумен      | Иустин         | 1689            | Хиротонисан 24 февраля                                                                           |
| игумен      | Кирилл         | 1697            | Хиротонисан 20 июня                                                                              |
| игумен      | Иоасаф         | 1703—1707       |                                                                                                  |
| архимандрит | Сильвестр      | 1711—1723       | С 23 марта 1711 года                                                                             |
| архимандрит | Ефрем          | 1736            | Умер в 1736 году                                                                                 |
| архимандрит | Алимпий        | 1736, 1738      | 14 августа 1736 года переведен из Троицкого монастыря, 21 февраля переведен в Спасский монастырь |
| архимандрит | Ефрем          | 1738—1743       | С 28 февраля 1838 года                                                                           |
| архимандрит | Геннадий       | 1745—1750       | 10 февраля 1745 года переведен из Троицкого монастыря, умер в сентябре 1750 года                 |
| архимандрит | Антоний        | 1751            |                                                                                                  |
| архимандрит | Филарет        | 1753—1754       |                                                                                                  |
| архимандрит | Антоний Ядрило | 1755—1759       |                                                                                                  |
| архимандрит | Манассия       | 1762—1764       | В 1759 году переведен из Радовицкого монастыря, впоследствии переведен в Богословский монастырь  |
| староста    | Петр           | 1774—1776       |                                                                                                  |
| староста    | Иоаким         | 1781            | 15 июля 1781 года переведен в Радовицкий монастырь                                               |
| староста    | Григорий       | 1781, 1784      | Определен в монастырь 15 ноября 1781 года, уволен в Саровскую пустынь в 1784 году                |

## После упразднения обители
Монастырская церковь после упразднения обители после пожара была отремонтирована в 1798 году на средства княжны Александры Владимировны Козловской, пожертвовавшей на восстановление храма все свои сбережения. При этом к храму был пристроен новый придел в честь святой мученицы Александры. На восстановление разрушенной пожаром колокольни денег Козловской не хватило.
В конце XVIII века к церкви была пристроена трапезная. В 1864 году архитектором И. С. Стопычевым возведена трехъярусная шатровая колокольня вместо разобранной старой. 
Церковь была закрыта в 1929 году, в здании был размещен клуб работников водного транспорта. В настоящее время в здании церкви располагается научная библиотека Рязанского государственного историко-архитектурного музея-заповедника. В ноябре 2024 года было принято решение о возвращении церкви Рязанской епархии.